# Nimona
Nimona és una pel·lícula de comèdia d'aventures fantàstica d'animació per ordinador estatunidenca dirigida per Nick Bruno i Troy Quane, a partir d'un guió escrit per Robert L. Baird i Lloyd Taylor, i una història de Baird, Taylor, Pamela Ribon, Marc Haimes, Bruno, Quane i Keith Bunin. Està basat en la novel·la gràfica del mateix nom de ND Stevenson. La pel·lícula original en anglès compta amb la veu de Chloë Grace Moretz com a personatge principal i els coprotagonistes Riz Ahmed i Eugene Lee Yang. S'ha doblat i subtitulat al català.
Originalment, era una producció de Blue Sky Studios, una antiga subsidiària de 20th Century, i havia de ser dirigida per Patrick Osborne, amb una data de llançament inicial el 2020. Després de l'adquisició de 21st Century Fox per part de Walt Disney Company, la producció va rebre el rebuig de la nova direcció de Disney a causa dels temes LGBTQ de la pel·lícula, cosa que va fer-la retardar diverses vegades abans de ser cancel·lada a causa del tancament de Blue Sky l'abril de 2021. Annapurna Pictures va reviure el projecte l'any següent, amb Bruno i Quane fent-se càrrec de la direcció, DNEG Animation proporcionant animació i Netflix adquirint la distribució mundial.
Nimona es va exhibir per primer cop el Festival Internacional de Cinema d'Animació d'Annecy el 14 de juny de 2023 i es va estrenar el 30 de juny de 2023 a Netflix.
Va ser nominada a l'Oscar a la millor pel·lícula d'animació 2023.

## Argument
Els ciutadans d'un regne medieval-futurista estan protegits per l'Institut de Cavallers d'Elit, establert per la llegendària heroïna Gloreth, que va vèncer un "Gran Monstre Negre" i va envoltar el regne amb un mur alt fa mil anys.
Ballister Cor Audaz és el primer plebeu a convertir-se en cavaller, ja que la reina Valerin intenta canviar la tradició perquè "qualsevol pugui ser un heroi". Durant la cerimònia, un tret làser de l'espasa de Ballister mata Valerin. El seu xicot i company cavaller, Ambrosius Goldenloin, angoixat, desarma Ballister, desmembrant el seu braç dret en el procés. Ballister es converteix en fugitiu.
Mentre Ballister fabrica una pròtesi de braç, rep la visita de Nimona, una adolescent marginada que ha patit persecució per les seves habilitats per canviar de forma. En veure un "esperit malvat" a Ballister, que enfronta un tracte similar pel seu origen plebeu i l'assassinat de la Reina, Nimona es declara la seva companya.
Per netejar el nom de Ballister, el duet segresta Diego, l'escuder que li va donar l'espasa. Diego els lliura una prova en vídeo de la Directora de l'Institut intercanviant l'espasa de Ballister, revelant que ella és l'assassina. El duo confronta Ambrosius i la Directora amb l'evidència, però la Directora manipula els seus cavallers perquè la destrueixin. Més tard, Ambrosius confronta a la Directora. Ella admet haver incriminat Ballister i haver assassinat Valerin, ja que s'oposava que Valerin modifiqués la tradició permetent que els plebeus es convertissin en cavallers, tement que això portés a la caiguda del regne. Tot i això, Ballister revela que ha gravat la confessió de la Directora, i "Ambrosius" resulta ser Nimona disfressada. En celebrar això a fet i amagar, Ballister ho publica en línia, cosa que provoca la indignació pública.
La Directora descobreix que Nimona és el Gran Monstre Negre derrotat per Gloreth. Fes servir aquesta informació per convèncer els ciutadans del regne que Ballister va fer servir els poders de Nimona per falsificar la seva confessió. El veritable Ambrosius es reuneix amb Ballister i li revela el passat de Nimona, insistint que la va enganyar deliberadament. Impactat per la revelació, Ballister discuteix amb la Nimona i qüestiona la seva amistat. Sentint-se traïda, Nimona fuig al bosc.
En aturar-se en un pou abandonat, Nimona recorda el seu passat: fa mil anys, va vagar pel món i es va transformar en altres animals per intentar integrar-se a la vida silvestre, però cap de les criatures que va trobar la va acceptar. Després de conèixer Gloreth, que era una nena en aquell moment, Nimona es va transformar en humana. Gloreth i Nimona es van fer amigues, i Gloreth va acceptar els poders de Nimona. No obstant això, els altres habitants del llogaret de Gloreth, inclosos els seus pares, van creure que Nimona era un monstre després de descobrir les seves habilitats. Els vilatans van atacar Nimona amb torxes, que accidentalment van incendiar el llogaret. Gloreth, confosa, es va tornar hostil cap a Nimona i la va expulsar.
Amb l'abandó de Ballister i la traïció de Gloreth ressonant a la seva ment, Nimona es transforma en el Gran Monstre Negre. Entra a la ciutat i decideix suïcidar-se amb l'espasa de l'estàtua de Gloreth. Però abans que ho pugui fer, Ballister l'atura i es disculpa. Nimona recupera la seva forma humana i abraça Ballister. Els ciutadans del regne ho veuen i es commouen, però el Director ordena disparar un canó làser des de la muralla per matar Nimona. Ambrosius protesta, sabent que disparar el làser contra la ciutat mataria a tots. El Director es torna llavors contra ells usant el mateix làser que va usar per matar a la Reina i es prepara per disparar el canó ella mateixa. Per salvar el regne, Nimona assumeix una forma gegant, similar a la d'un fènix vermell, i vola cap al canó, cosa que resulta en la seva mort aparent, així com en la mort del Director. L'explosió resultant destrueix part de la muralla, revelant una bonica vall muntanyosa darrere d'ella.
Temps després, el regne pateix diversos canvis: la bretxa a la muralla es converteix en un passadís pel qual els ciutadans transiten lliurement, Nimona i Ballister són honrats com a herois, i la relació de Ballister amb Ambrosius es restableix. Ballister visita el seu antic amagatall en sentir la veu de la Nimona i s'adona amb alegria que ha sobreviscut.

## Repartiment de veus
| Personatge                          | Doblatge original  | Doblatge en català    |
| ----------------------------------- | ------------------ | --------------------- |
| Nimona                              | Chloë Grace Moretz | Irene Miràs           |
| Disfressa del nadó dimoni de Nimona | Mia Collins        | Alba Higueras         |
| Ballister Corvalent                 | Riz Ahmed          | Roger Isasi-Isasmendi |
| Ambrosius Llomdaurat                | Eugene Lee Yang    | Albert Trifol Segarra |
| Directora                           | Frances Conroy     | Victòria Pagès        |
| Reina Valerin                       | Lorraine Toussaint | Margarita Ponce       |
| Thoddeus Sureblade                  | Beck Bennett       | Hernan Fernández      |
| Nate Knight                         | RuPaul Charles     | José Luis Mediavilla  |
| Alamzapam Davis                     | Indya Moore        | Belén Roca            |
| Diego l'Escuder                     | Julio Torres       | Pep Papell            |
| Coriander Cavaverish                | Sarah Sherman      |                       |
| Gloreth                             | Karen Ryan         |                       |
| Gloreth de petita                   | Charlotte Aldrich  | Sara Arnau            |
| Syntheya, veu del regne             | Cindy Slattery     |                       |
| Analista de l'Institut              | Sommersill Tarabek |                       |
| Patinece                            | Lylianna Eugene    |                       |